# Nučická lípa
Nučická lípa je památný strom u Rabštejna nad Střelou. Přibližně 350 let stará lípa malolistá (Tilia cordata) roste vedle silnice u bývalého Nučického mlýna na levém břehu Střely. Strom s přímým kmenem měl úzkou korunu. Tvořily ji větve rostoucí přímo vzhůru, které dosahovaly rozměrů vzrostlých stromů. Strom neunesl tíži hlavních větví a po roce 2000 se jeho koruna začala rozpadat. Průměr koruny je 26 m, měřený obvod kmene má 726 cm a výška dosahuje 35 m (měření 1998). Strom je chráněn od roku 1978 pro svůj vzrůst a jako krajinná dominanta.